# Maria Tore Barbina
Maria Tore Barbina (Údine, 22 de julio de 1940 - 28 de agosto de 2007) poeta y traductora italiana, en idioma italiano y en friulano. Fue profesora de literatura latina en la Universidad de Trieste y de Paleografía latina en la Universidad de Údine.

### Traducciones al friulano
- Aristófanes "Lisistrate" (La Nuova Base, Údine 1985)
- Gaspara Stampa "Rimis di Amôr" (La Nuova Base, Údine 1985)
- Emily Dickinson "Poesiis" (La Nuova Base, Údine 1986)